# Konstantin Klimiankou
Konstantin Klimiankou (Константін Клімянкоў) (Minsk, 3 d'agost de 1989) és un ciclista belarús, professional des del 2012 i actualment a l'equip Minsk CC.

## Palmarès
- 2011
  - Vencedor d'una etapa a la Toscana-Terra de ciclisme
- 2016
  - Vencedor d'una etapa a la Volta a Sèrbia